# Pfarrkirche Mining

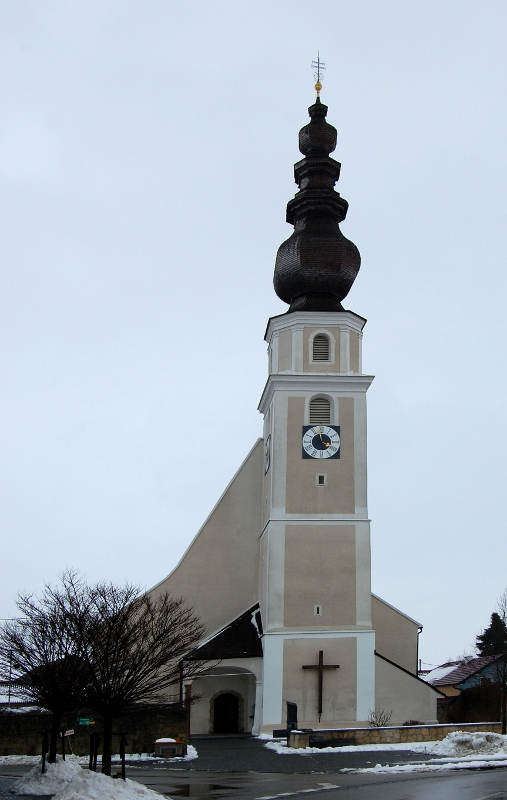
Pfarrkirche Mariä Opferung in Mining

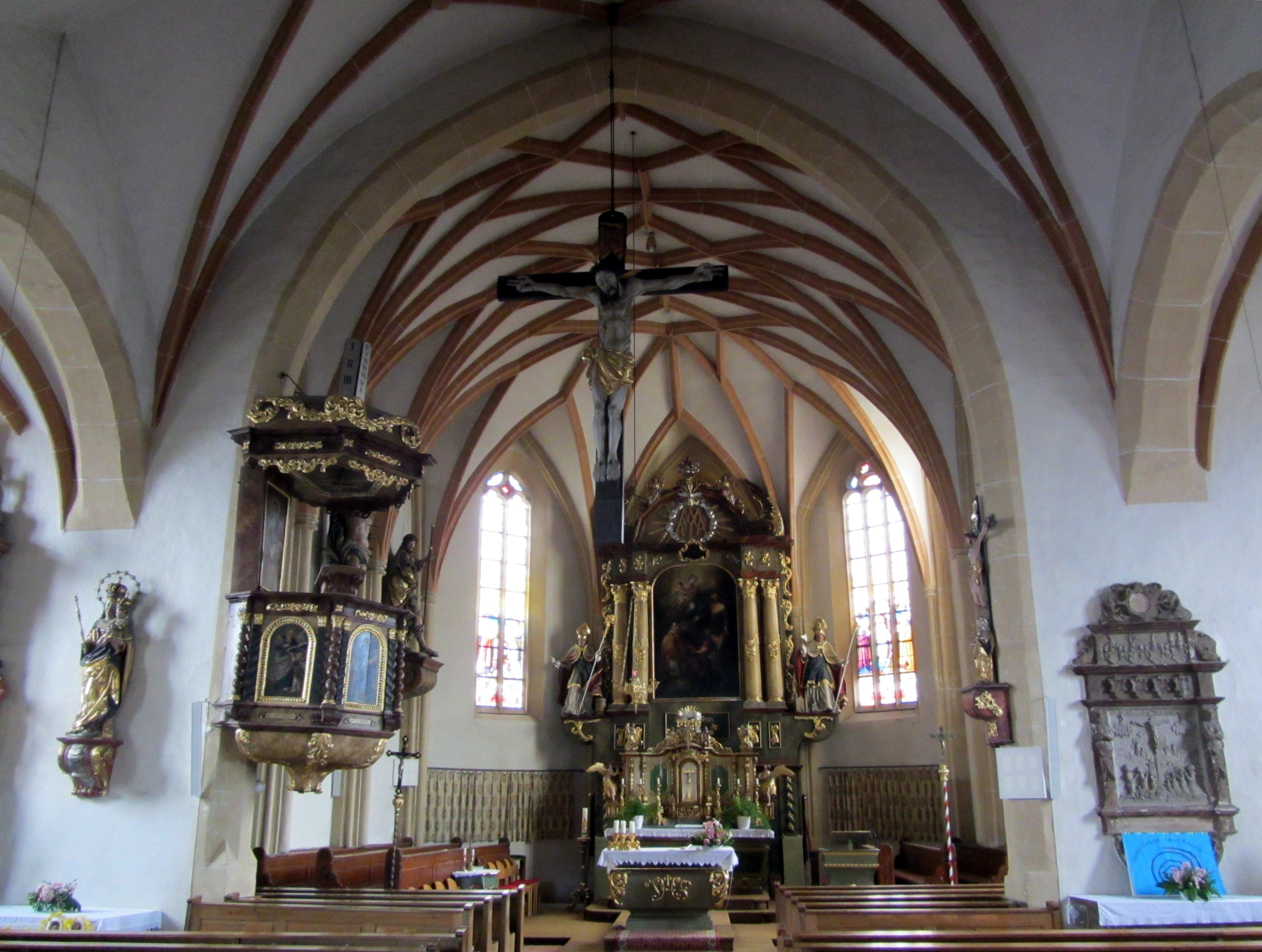
Innenraum der Kirche

Die  römisch-katholische Pfarrkirche Mining mit dem Patrozinium Mariä Opferung steht im Zentrum des Ortes Mining in der Gemeinde Mining im Bezirk Braunau am Inn in Oberösterreich. Seit dem 1. Jänner 2023 gehört Mining als eine von 14 Pfarrteilgemeinden zur Pfarre Braunau der Diözese Linz. Kirche und Kirchhof mit Ummauerung stehen unter Denkmalschutz (Listeneintrag).

## Geschichte
Anfangs vermutlich eine Filiale der Pfarrkirche Weng im Innkreis und gesichert eine Filiale der Pfarrkirche Moosbach. Ab 1436 Vikariat mit gleichzeitiger Verleihung des Sepulturrechtes. 1891 wurde die Filialkirche zur Pfarrkirche erhoben. Seit dem 1. Jänner 2023 gehört Mining zur Pfarre Braunau.
Baulich wird ein romanischer bzw. frühgotischer Kirchenbau vermutlich vor 1300 angenommen mit einem wahrscheinlich romanischen Portal hinter der heutigen linken Seitenaltar. Der spätgotische Umbau und Neubau erfolgte anfangs mit einer Überformung und Neuwölbung des Langhauses und nach 1508 der Neubau des Chores und der Sakristei. Die Frauensteiner-Kapelle durch ein Legat des Wolfgang Baumgartner wurde wohl um 1524 vollendet, zwei Glasfenster im Bayerischen Nationalmuseum stammen aus dem Chor oder der Frauensteiner-Kapelle und sind mit 1524 bezeichnet. Der mittelalterliche Turm erlitt 1558 und 1567 Brände, er erhielt 1713 das Glockengeschoß und den Turmhelm, die Schallfenster wurden 1922 verändert, 2005 wurde der Turm neu verputzt.

## Architektur
Die breit gelagerte spätgotische Kirche mit einer barocken Einrichtung und bemerkenswerten Grabdenkmälern ist von einem ehemaligen Friedhof umgeben. Die Friedhofsmauer hat eine gotische Keilsteinabdeckung. Der Friedhof wurde 1979 aufgelassen.
Das Kirchenäußere zeigt ein strebepfeilerloses Langhaus. Die spitzbogigen Kirchenfenster haben zwei- und dreibahniges Maßwerk. Das Mittelschiff des Langhauses und der gleich hohe Chor tragen ein einheitliches und über der Apsis abgewalmtes Satteldach, die Pultdächer der Seitenschiffe münden in das Hauptdach ein. Die Fassadenlängsfronten sind aus unverputzten Tuffsteinen mit einem Netz von Quaderfugen, mit einem abgeschrägten Sockelprofil und einem spätgotisch gekehlten Kranzgesims. Der Chor hat einen spätgotisch profilierten Sockel und ein spätgotisches Sohlbankgesims und dreizonige Strebepfeiler auf hohen Sockeln. Der aus der Längsachse der Kirche nach Süden gerückte Westturm wurde nach dem Brand im Jahr 1567 neu erbaut. Er hat einen achtseitigen Oberbau und einen reichen hohen Zwiebelhelm von 1713. Der Turm ist nach oben hin verjüngt und hat eine vierzonige rahmengegliederte Putzfassade von 2005, er hat gotische Schlitzfenster und rundbogige Schallfenster von 1922, das barocke polygonale Glockengeschoß von 1713 hat eine Pilastergliederung und rundbogige Schallfenster.
Das Kircheninnere zeigt eine spätgotische Staffelkirche mit Netzrippengewölben mit einem dreischiffigen, dreijochigen Langhaus. Die Seitenschiffe wurden später angebaut. Der zweijochige Chor mit einem Fünfachtelschluss von 1524 hat die Breite des Mittelschiffes. Die hölzerne Westempore im Mittelschiff ist aus der Mitte des 17. Jahrhunderts und zeigt Apostelbilder. Die Sakristei hat ein Netzrippengewölbe.

## Ausstattung
Der Hochaltar trägt eine gotische Statue Maria mit Kind von 1490. Das Fronbogenkreuz ist spätgotisch. Im Chor sind zwei lebensgroße Statuen von Rochus und Sebastian (um 1712/1714) vom Bildhauer Meinrad Guggenbichler und dessen Werkstatt.

## Grabdenkmäler
Die Pfarrkirche Mining diente als Grablege der auf Schloss Frauenstein der Hofmark Mining ansässigen Adelsgeschlechter, von denen besonders die auf Frauenstein ansässigen Herren von Paumgarten zahlreiche künstlerisch bedeutende Grabdenkmäler in der Pfarrkirche errichten ließen.
Erhalten sind u. a. Grabsteine aus dem 16. bis 18. Jahrhundert, davon figurale für Max Sinzinger († 1508, von Jörg Gartner), für Wolfgang Baumgartner († 1517), für Wolfgang von Elreching († 1521, von Sigmund Rueder), für Peter Baumgartner († 1525, von Stephan Rottaler), für Wiegoleus von Elreching († 1561), für Wilhelm Freiherrn von Lizellburg († 1722, mit Gerippereliefs). Weiters gibt es Grabinschrifttafeln aus glasiertem Ton aus dem 16. bis 18. Jahrhundert.